# Killian Corredor
Killian Corredor (Montpellier, 4 novembre 2000) è un calciatore francese, attaccante del Darmstadt.

## Caratteristiche tecniche
Gioca come centravanti.

## Carriera
Corredor ha iniziato la propria carriera calcistica nel settore giovanile del Rodez, per poi passare nel 2017 al Tolosa. Dal 2018 al 2021 ha giocato con la seconda squadra delle violets prima di far ritorno al Rodez a parametro zero.
Il 21 settembre 2021 ha giocato il suo primo incontro professionistico entrando in campo nel secondo tempo dell'incontro di Ligue 2 perso 1-0 contro l'Auxerre ed il 19 aprile 2022 ha segnato il suo primo gol nel pareggio per 1-1 contro il Nancy. Il 30 maggio ha firmato il suo primo contratto professionisico.
Nel 2024 si è trasferito al Darmstadt, club della seconda divisione tedesca.

## Statistiche
aggiornato al 25 febbraio 2024
| Stagione        | Squadra         | Campionato      | Campionato | Campionato | Coppe nazionali | Coppe nazionali | Coppe nazionali | Coppe continentali | Coppe continentali | Coppe continentali | Altre coppe | Altre coppe | Altre coppe | Totale | Totale | Totale |
| Stagione        | Squadra         | Comp            | Pres       | Reti       | Comp            | Pres            | Reti            | Comp               | Pres               | Reti               | Comp        | Pres        | Reti        | Pres   | Reti   |        |
| --------------- | --------------- | --------------- | ---------- | ---------- | --------------- | --------------- | --------------- | ------------------ | ------------------ | ------------------ | ----------- | ----------- | ----------- | ------ | ------ | ------ |
| 2018-2019       | Tolosa 2        | N3              | 13         | 6          |                 | -               | -               |                    | -                  | -                  |             | -           | -           | 13     | 6      |        |
| 2019-2020       | Tolosa 2        | N3              | 15         | 4          |                 | -               | -               |                    | -                  | -                  |             | -           | -           | 15     | 4      |        |
| 2020-2021       | Tolosa 2        | N3              | 4          | 2          |                 | -               | -               |                    | -                  | -                  |             | -           | -           | 4      | 2      |        |
| 2021-2022       | Rodez 2         | N3              | 10         | 4          |                 | -               | -               |                    | -                  | -                  |             | -           | -           | 10     | 4      |        |
| 2021-2022       | Rodez           | L2              | 13         | 2          | CF              | 2               | 0               |                    | -                  | -                  |             | -           | -           | 15     | 2      |        |
| 2022-2023       | Rodez           | L2              | 38         | 6          | CF              | 6               | 1               |                    | -                  | -                  |             | -           | -           | 44     | 7      |        |
| 2023-2024       | Rodez           | L2              | 26         | 7          | CF              | 4               | 6               |                    | -                  | -                  |             | -           | -           | 30     | 13     |        |
| Totale carriera | Totale carriera | Totale carriera | 119        | 31         |                 | 12              | 7               |                    | -                  | -                  |             | -           | -           | 131    | 38     |        |